# LOVE IS ALL MUSIC
〈LOVE IS ALL MUSIC〉는 일본의 가수 카하라 토모미의 일곱 번째 싱글 앨범으로, 1997년 7월 2일 발매되었다. (8cm CD: PIDX-1013) 기본적으로 곡의 작사와 작곡, 편곡을 모두 코무로 테츠야가 담당했고, 그 중에서 현악기로의 편곡을 랜디 왈드먼 (Randy Waldman), 믹싱을 케이스 "KC" 코헨 (Keith "KC" Cohen), 하모니카를 카하라가 맡았다. 전부 세 트랙이 할당되어 모두 버전만 다른 〈LOVE IS ALL MUSIC〉이 수록되었다.
이 곡은 일본의 보석 판매업체 미키 (三貴)의 "긴자 쥬얼리 마키" TV 광고의 이미지 송으로 쓰였다. 또한 이전작 〈Hate tell a lie〉의 성공에 힘입어, 이 곡 역시 오리콘 싱글 차트 등장 첫 주만에 1위를 기록했다.

## 수록곡
| #            | 제목                                            | 작사          | 작곡          | 편곡          | 재생 시간 |
| ------------ | ----------------------------------------------- | ------------- | ------------- | ------------- | --------- |
| 1.           | 〈〈LOVE IS ALL MUSIC〉〉 (Original Mix)        | 코무로 테츠야 | 코무로 테츠야 | 코무로 테츠야 | 4:41      |
| 2.           | 〈〈LOVE IS ALL MUSIC〉〉 (Jazzy Vibe Club Mix) |               |               |               | 5:59      |
| 3.           | 〈〈LOVE IS ALL MUSIC〉〉 (Instrumental)        |               |               |               | 4:40      |
| 총 재생 시간 | 총 재생 시간                                    | 총 재생 시간  | 총 재생 시간  | 총 재생 시간  | 15:20     |